# Remo en los XXI Juegos Centroamericanos y del Caribe
Se detallan los resultados de las competiciones deportivas para la especialidad de Remo
en los XXI Juegos Centroamericanos y del Caribe.

## Remo
El campeón de la especialidad Remo fue  México.

### Medallero
Los resultados del medallero por información de la Organización de los Juegos Mayagüez 2010
fueron:

#### Medallero Total
País anfitrión en negrilla. La tabla se encuentra ordenada por la cantidad de medallas de oro.
| Núm.  | País        | Oro | Plata | Bronce | Total | Orden por Total |
| ----- | ----------- | --- | ----- | ------ | ----- | --------------- |
| 1     | México      | 10  | 1     | 0      | 11    | 1               |
| 2     | Venezuela   | 1   | 2     | 5      | 8     | 2               |
| 3     | El Salvador | 0   | 5     | 1      | 6     | 4               |
| 4     | Guatemala   | 0   | 3     | 4      | 7     | 3               |
| 5     | Puerto Rico | 0   | 0     | 1      | 1     | 5               |
| TOTAL | TOTAL       | 11  | 11    | 11     | 33    |                 |

Fuente: Organización de los XXI Juegos Centroamericanos y del Caribe

#### Medallero por Género
País anfitrión en negrilla. La tabla se encuentra ordenada por la cantidad de medallas de oro.
| Clasificación por Oro | País        | Hombres | Hombres | Hombres | Hombres | Mujeres | Mujeres | Mujeres | Mujeres | TOTAL | Clasificación por Total |
| Clasificación por Oro | País        |         |         |         | Total   |         |         |         | Total   | TOTAL | Clasificación por Total |
| 1                     | México      | 5       | 1       | 0       | 6       | 5       | 0       | 0       | 5       | 11    | 1                       |
| 2                     | Venezuela   | 1       | 2       | 2       | 5       | 0       | 0       | 3       | 3       | 8     | 2                       |
| 3                     | El Salvador | 0       | 0       | 1       | 1       | 0       | 5       | 0       | 5       | 6     | 4                       |
| 4                     | Guatemala   | 0       | 3       | 3       | 6       | 0       | 0       | 1       | 1       | 7     | 3                       |
| 5                     | Puerto Rico | 0       | 0       | 0       | 0       | 0       | 0       | 1       | 1       | 1     | 5                       |
| TOTAL                 | TOTAL       | 6       | 6       | 6       | 18      | 5       | 5       | 5       | 15      | 33    |                         |

Fuente: Organización de los XXI Juegos Centroamericanos y del Caribe

### Múltiples Ganadores
El tablero de multimedallas para la de los XXI Juegos Centroamericanos y del Caribe Mayagüez 2010 
presenta a los deportistas destacados que conquistaron más de una medalla en las competiciones de Remo realizadas en Mayagüez, Puerto Rico.
Fuente: 
Organización de los XXI Juegos Centroamericanos y del Caribe Mayagüez 2010. 
| Clasificación del País | Clasificación del Total | Deportista        | País        | Disciplina |   |   |   | Total |
| 1                      | 29                      | Lila Pérez        | México      | Remo       | 3 | 0 | 0 | 3     |
| 1                      | 29                      | Analicia Ramírez  | México      | Remo       | 3 | 0 | 0 | 3     |
| 3                      | 95                      | Gabriela Huerta   | México      | Remo       | 2 | 0 | 0 | 2     |
| 3                      | 95                      | Fabiola Núñez     | México      | Remo       | 2 | 0 | 0 | 2     |
| 5                      | 142                     | José Guipe        | Venezuela   | Remo       | 1 | 2 | 0 | 3     |
| 6                      | 174                     | Alan Armenta      | México      | Remo       | 1 | 1 | 0 | 2     |
| 7                      | 298                     | Dora Escobar      | El Salvador | Remo       | 0 | 2 | 0 | 2     |
| 7                      | 298                     | Carolina Figueroa | El Salvador | Remo       | 0 | 2 | 0 | 2     |
| 7                      | 298                     | Juan Guevara      | Guatemala   | Remo       | 0 | 2 | 0 | 2     |
| 7                      | 298                     | Lisseth Huezo     | El Salvador | Remo       | 0 | 2 | 0 | 2     |
| 7                      | 298                     | Óscar Maeda       | Guatemala   | Remo       | 0 | 2 | 0 | 2     |
| 7                      | 298                     | Ana Vargas        | El Salvador | Remo       | 0 | 2 | 0 | 2     |